# Anatoli Mokrenko
Anatoli Mokrenko (în ucraineană Анатолій Юрійович Мокренко; n. 22 ianuarie 1933, Ternî, RSS Ucraineană, URSS – d. 24 martie 2020, Kiev, Ucraina) este un cântăreț ucrainean.